# 相對多數
在投票中，相对多数（北美英语：Plurality；英国英语：Relative Majority）是指某一政党、候选人或提案获得的票数多于其他任何一个，但未超过所有投票总数的一半的情况。
例如，在100张投票中，如果候选人A获得45票，候选人B获得30票，候选人C获得25票，那么候选人A获得了相对多数票，但并未达到绝对多数。在某些投票中，取决于举行投票的机构的规则，获胜的候选人或提案可能只需要获得相对多数票。